# Кеш (сикхи)
Кеш — необстриженные волосы, один из пяти обязательных атрибутов (какар) сикха, предписанных в 1699 году гуру Гобинд Сингхом для отличия последователей сикхизма от индуистов и мусульман. Считается важнейшим из таких атрибутов.
Сикхи не должны стричь волосы в течение всей жизни. Это символизирует отречённость и благоговение перед совершенством божественного творения. Дважды в день кеш расчёсывается с помощью специального гребня — кангха, ещё одного обязательного атрибута сикхов — и укладывается на голове в специальный узел, поверх которого надевается тюрбан. Борода и усы также считаются кеш.